# پائولین کروگر همیلتون

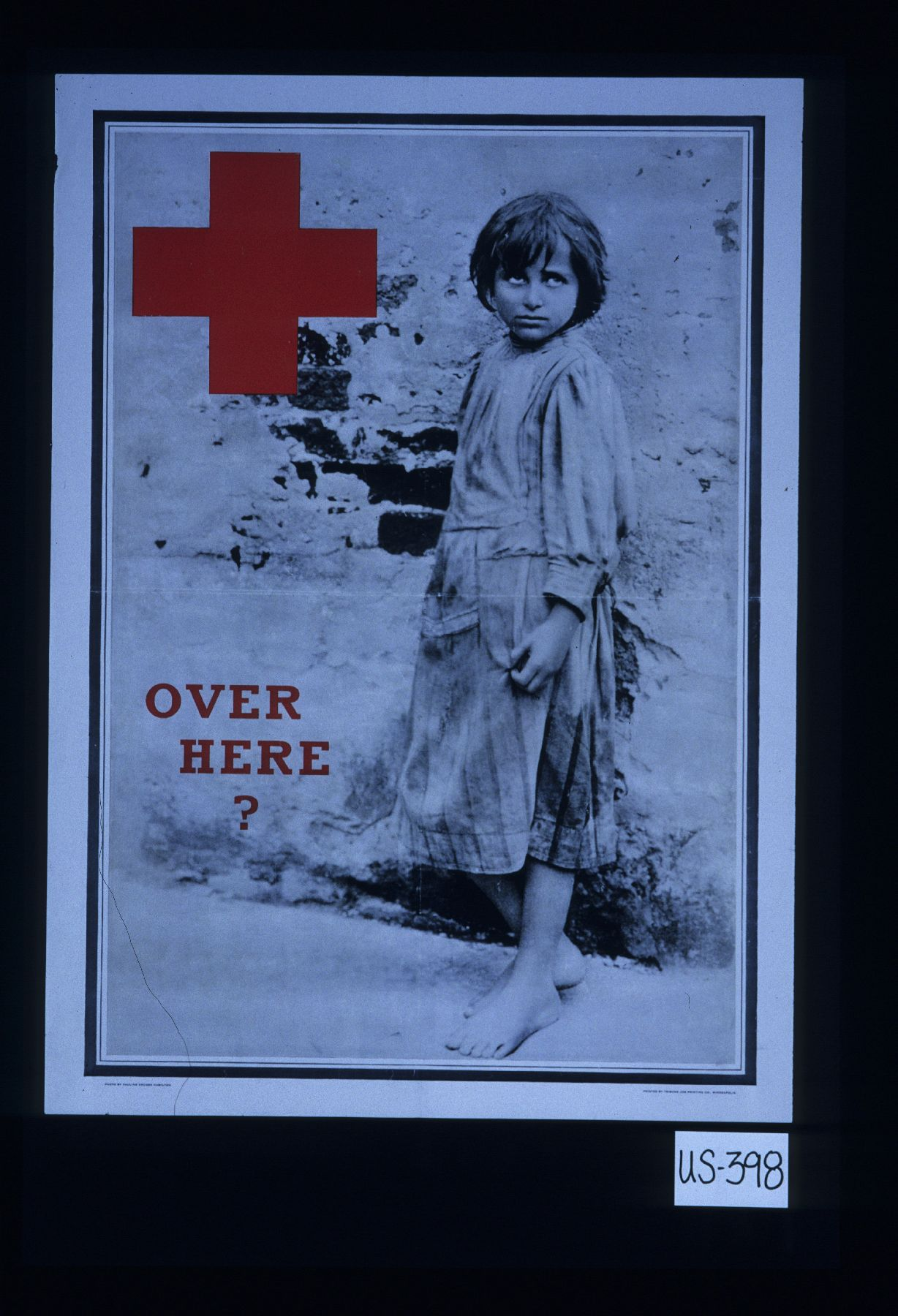
عکس همیلتون از یک کودک در اتریشی برای کمپین سالانه صلیب سرخ آمریکا در سال ۱۹۱۹

پائولین کروگر همیلتون (انگلیسی: Pauline Kruger Hamilton; ۱۸۷۰ – ۸ ژوئیه ۱۹۱۸) یک عکاس آمریکایی بود که به عنوان عکاس دربار سلطنتی در وین، اتریش خدمت کرد.

## زندگی‌نامه
شوهر اولش، فرانک همیلتون، مردی را در یک نزاع کشته و به زودی پس از آزادی از زندان بر اثر سل درگذشت. پس از مرگ او، او مبلغ سخاوتمندانه‌ای از پول را به ارث برد و با به‌دست آوردن دوربینی که از هنرمند مینیاپولیس، لوئیس سویت دریافت کرده بود، به وین نقل مکان کرد. همیلتون به تحصیل در رشته نقاشی ادامه داد، اما رشته عکاسی مورد توجه او قرار گرفت و با آرشیدوک فردریش دوست شد. به مدت پنج سال، به لطف حمایت فرانتس یوزف یکم، او به عنوان عکاس رسمی دربار سلطنتی خدمت کرد. او دوست فعال فمینیست می رایت سیوال بود و از آلمان با او نامه‌نگاری می‌کرد. او در سال ۱۹۱۵ به ایالات متحده بازگشت تا از بیوه‌ها و یتیمان جنگ جهانی اول حمایت کند. عکس او از یک کودک در اتریشی برای کمپین سالانه صلیب سرخ آمریکا در سال ۱۹۱۹ استفاده شد.
او مظنون به جاسوسی بود ولی قبل از اثبات اتهام درگذشت. وزارت دادگستری، مشکوک به اینکه او ممکن است تلاش کند مرگ خود را جعل کند، مقاماتی را به مراسم تشییع جنازه او فرستاد که تأیید کردند جسد او در تابوت است.

## عکاسی
پائولین ابتدا پرتره‌های خود را با نقاشی دستی خلق کرد، اما به عنوان ابزاری جدید در رویکرد خود، به زودی شروع به ترکیب آن با عکاسی کرد. پائولین عکاسی را اینگونه توصیف می‌کند: «هماهنگی ترکیب‌بندی و طبیعی بودن ژست ارائه شده توسط لنز من باعث می‌شود تا یک طراحی اولیه برتر از سوژه من ایجاد شود، همانطور که با قلم مو پیش می‌روم، ویژگی‌های دقیق و شخصیت پرتره در نقاشی القا می‌شود.»
پائولین در خط مقدم روندی بود که در آن رمانتیسم نقاشی و واقعیت عکاسی عمیقاً بر یکدیگر تأثیر گذاشتند. رویدادهای زندگی شخصی او در آن زمان به شدت با تصمیم نهایی او برای استفاده از دوربین به عنوان ابزار هنری انحصاری خود مرتبط بود.